# Hệ thống ghi sổ kép
Hệ thống ghi sổ kép là hệ thống kế toán tạo hai bút toán đến hai tài khoản kế toán khác nhau cho mọi giao dịch kế toán. Mặc dù hệ thống được gọi là hệ thống kế toán ghi sổ kép, một giao dịch có thể liên quan đến nhiều hơn hai tài khoản. 